# Jozef Pajger
Jozef Pajger (22. června 1879 Veľké Uherce – 25. července 1951) byl slovenský a československý politik, meziválečný poslanec Národního shromáždění za Československou sociálně demokratickou stranu dělnickou.

## Biografie
Profesí byl klempířským dělníkem. Politicky aktivní byl již před rokem 1918 jako člen Sociálně demokratické strany Uherska, respektive Slovenské sociálně demokratické strany Uherska. Byl jedním z jejích zakladatelů a členem vedení strany. Působil v řadách slovenského dělnického hnutí ve Vídni.
Roku 1918 byl jedním z předsedů Dělnické rady ve Vrútkách. V roce 1918 byl rovněž členem Slovenské národní rady. Podle údajů k roku 1925 byl profesí kovodělníkem ve Vrútkách.
Po parlamentních volbách v roce 1920 se stal za Československou sociálně demokratickou stranu dělnickou poslancem Národního shromáždění. Mandát ale získal až dodatečně, roku 1925, jako náhradník poté, co zemřela poslankyně Anna Sychravová.
Od roku 1944 byl členem Komunistické strany Slovenska.